# Boada de Campos
Boada de Campos ist eine Gemeinde in der autonomen Gemeinschaft Kastilien und León in Spanien. Sie gehört der Provinz Palencia an. 2024 hatte die Gemeinde 16 Einwohner.

## Lage
Boada de Campos liegt 34 Kilometer westlich von Palencia. Südöstlich der Gemeinde fließt der Arroyo de Quintanamarco O de Loberas.

## Bevölkerungsentwicklung
| Jahr      | 1900 | 1910 | 1920 | 1930 | 1940 | 1950 | 1960 | 1970 | 1981 | 1991 |
| Einwohner | 176  | 166  | 138  | 136  | 118  | 103  | 100  | 39   | 26   | 23   |